# グルコース-アラニン回路
グルコース-アラニン回路（Glucose-alanine cycle）は、肝臓から筋肉にグルコースを供給する代謝回路である。肝臓ではアラニンからピルビン酸に変換され糖新生によってグルコースが作られる。筋肉ではグルコースが解糖系によってピルビン酸に分解され、アラニンが作られる。グルコースとアラニンの両物質は血液を介して循環している。類似した回路にコリ回路がある。

## 反応系

### 筋肉
筋肉ではまず、血液によって運ばれてきたグルコースが解糖系によってピルビン酸に分解される。ピルビン酸はアラニントランスアミナーゼによってグルタミン酸からアミノ基を転移されてアラニンとなり、グルタミン酸はα-ケトグルタル酸となる。アラニンは血流によって肝臓に届けられる。

### 肝臓
血流を流れてきたアラニンは肝臓のα-ケトグルタル酸とアラニントランスアミナーゼによってピルビン酸とグルタミン酸に変換される。ピルビン酸は糖新生によってグルコースに変換されてまた筋肉に送られる。グルタミン酸に転移されたアミノ基はさらにグルタミン酸デヒドロゲナーゼによってオキサロ酢酸に転移されアスパラギン酸となる。アスパラギン酸は尿素回路に送られて速やかに尿素が合成される。